# Ostarbeiter
Ostarbeiter (in tedesco "lavoratori dell'est") era un termine utilizzato durante la Germania nazista per indicare quei lavoratori provenienti dai territori occupati dell'Europa centro-orientale costretti ai lavori forzati durante la seconda guerra mondiale.

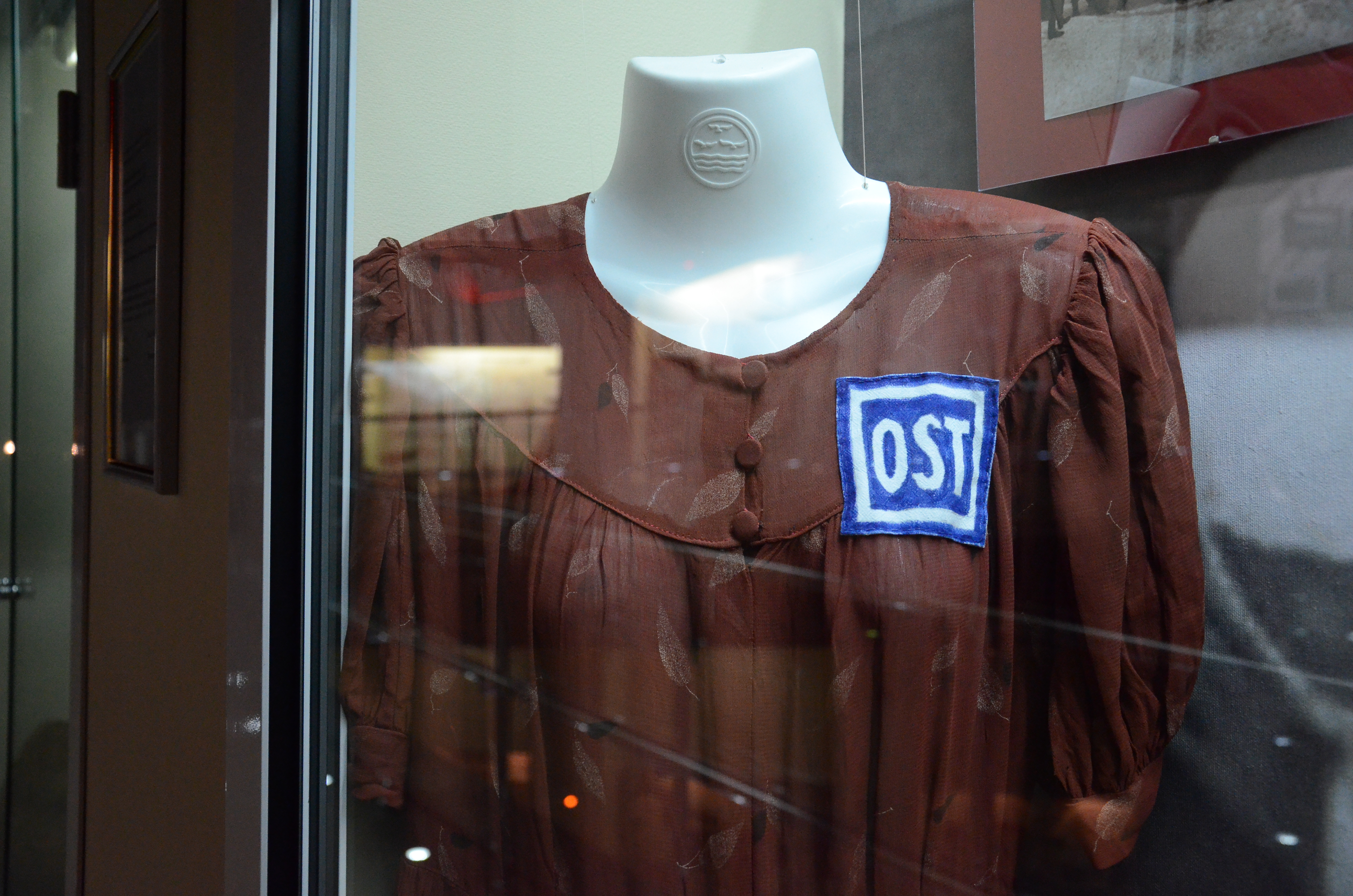
Il distintivo Ostarbeiter su un vestito

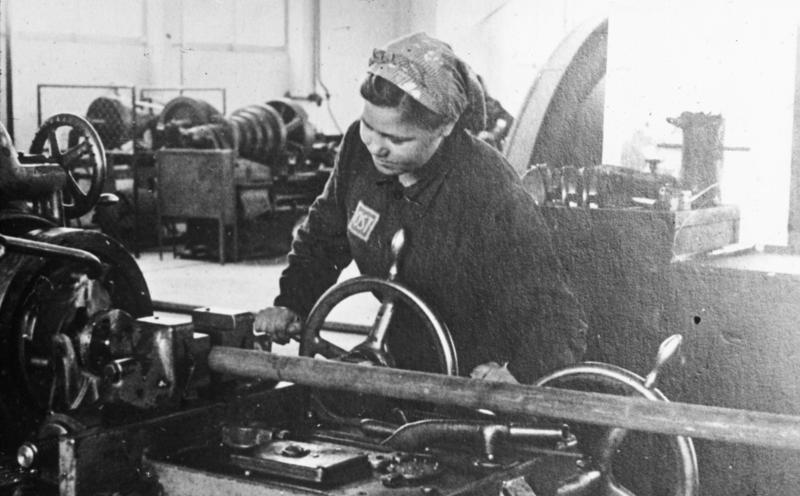
Donna con il distintivo Ostarbeiter in una fabbrica della IG-Farbenwerke ad Auschwitz

Agli Ostarbeiter venivano date scarse razioni di cibo ed erano costretti a vivere in campi sorvegliati. Molti morirono per fame, sovraccarico di lavoro, durante i bombardamenti (a loro veniva negato l'accesso ai rifugi antiaerei), abusi ed esecuzioni da parte dei sorveglianti tedeschi.
Agli Ostarbeiter venivano spesso negati i salari, ma quando venivano pagati, ricevevano il denaro in una valuta particolare spendibile per comprare solo determinati beni all'interno dei campi in cui vivevano.
Dopo la fine della guerra, vennero liberati 2,5 milioni di Ostarbeiter successivamente rimpatriati in Unione Sovietica, dove subirono discriminazioni e deportazioni nei gulag per essere "rieducati". Le autorità americane vietarono i rimpatri degli Ostarbeiter nell'ottobre del 1945 e alcuni di essi migrarono negli Stati Uniti. Nel 2000, il governo tedesco e migliaia di aziende tedesche risarcirono le vittime Ostarbeiter del regime nazista pagando in una sola volta 5 miliardi €.

## Terminologia

Distintivo di Ostarbeiter.

I registri ufficiali tedeschi contavano per l'estate del 1944 circa 7,6 milioni di operai stranieri e prigionieri di guerra presenti sul territorio del "Grande Reich germanico", dove vennero costretti a lavorare. Rappresentavano un quarto dei lavoratori registrati dal regime nazista.
Venne creato un sistema di classi tra gli Fremdarbeiter (lavoratori stranieri) portati in Germania per lavorare per il Terzo Reich. Il sistema multi livello si basava su gerarchie per nazionalità. I Gastarbeitnehmer erano i lavoratori provenienti da nazioni dell'Asse, Germanici, Scandinavi, Rumeni, Finlandesi, Ungheresi e Italiani. Negli Zwangsarbeiter, o lavoratori forzati, rientravano i Militärinternierte (internati militari), prigionieri di guerra, Zivilarbeiter (lavoratori civili); e soprattutto prigionieri polacchi provenienti dal Governatorato generale. Ricevevano bassi stipendi e scarse razioni di cibo e dovevano lavorare per più ore rispetto ai Gastarbeitnehmer, non potevano entrare in luoghi pubblici (per esempio ristoranti e chiese) o usufruire dei mezzi di trasporto dello stato, non potevano possedere determinati strumenti e ad alcuni veniva imposto di attaccare un segno - la P di Polacco - sui propri vestiti. Gli Ostarbeiter erano invece i lavoratori dell'Est provenienti principalmente dal Reichskommissariat Ukraine. Portavano un distintivo con su scritto "OST" (Est, simile a quello dei Polacchi provenienti da Kresy) ed erano soggetti a condizioni ben più gravi rispetto ai lavoratori civili. Erano infatti costretti a vivere in speciali campi recintati con filo spinato e sotto sorveglianza, ed erano particolarmente esposti all'arbitrarietà della Gestapo e delle guardie degli impianti industriali. Alla fine della guerra, 5,5 milioni di Ostarbeiter fecero ritorno nell'URSS.

## Storia
Alla fine del 1941, la Germania nazista venne colpita da una grave crisi economica. A causa della massiccia mobilitazione di uomini nell'esercito, lo Stato nazista si ritrovò con un'insufficiente quantità di manodopera a disposizione per le industrie belliche. Per risolvere il problema, Göring decise di prelevare le persone prese in ostaggio durante l'operazione Barbarossa nell'Europa centro-orientale. Questi nuovi lavoratori vennero chiamati Ostarbeiter. 
Le deportazioni di civili, che erano iniziate con il conflitto, raggiunsero un livello senza precedenti dopo l'operazione Barbarossa nel 1941. Gli Ostarbeiter venivano arrestati nei distretti tedeschi del Reichskommissariat Ukraine, Governatorato Generale, della Galizia, e del Reichskommissariat Ostland che comprendevano i territori della Polonia occupata. Secondo Pavel Polian oltre il 50% degli Ostarbeiter erano cittadini sovietici provenienti dall'Ucraina, mentre le lavoratrici polacche costituivano il 30%. Gli operai orientali erano principalmente Ucraini, Polacchi, Bielorussi, Russi, e Tatari. Il numero di Ostarbeiter era tra i 3 e i 5,5 milioni.
La crisi peggiorava man mano che la guerra sul fronte orientale proseguiva. Nel 1944, la politica si orientò verso rapimenti di massa per cercare di soddisfare i bisogni lavorativi della organizzazione Todt assieme ad altri progetti simili; circa 40 000 e 50 000 bambini polacchi di età compresa tra i 10 e i 14 anni vennero rapiti dalle forze tedesche e portati in Germania per essere trattati come schiavi durante la cosiddetta Heuaktion. La Heuaktion (letteralmente dal tedesco, "raccolta di fieno") era l'acronimo di bambini orfani e senzatetto presi in custodia dalle guardie. Una volta arrivati in Germania, i bambini venivano inviati al Reichsarbeitsdienst o nelle fabbriche Junkers. Il motivo secondario di questi rapimenti era quello di spingere gli adulti a registrarsi al posto dei bambini.
Nel 1944 la maggioranza dei lavoratori era molto giovane, con un'età inferiore ai 16 anni. Il 30% era costituito da ragazzini di 12–14 anni, età alla quale venivano presi a forza dalle loro case. Il limite di età venne abbassato a 10 nel novembre del 1943. Dato che più della metà degli adolescenti era di sesso femminile, queste erano spesso vittime di stupri.

### Reclutamento di volontari

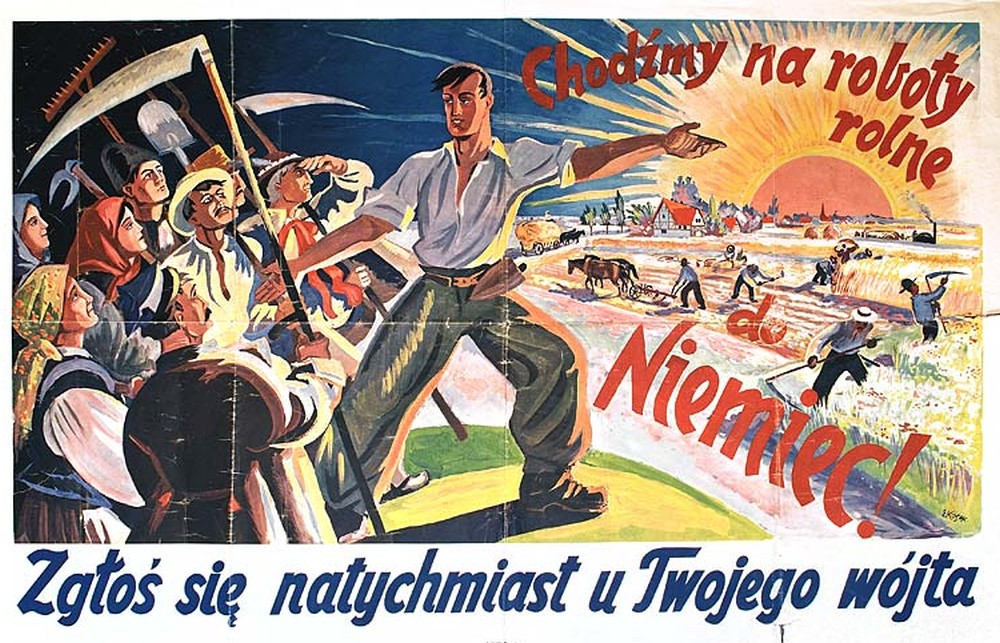
"Andiamo a lavorare nei campi in Germania. Presentatevi subito al vostro Vogt"

Inizialmente, venne iniziata una campagna di reclutamento nel gennaio del 1942 da Fritz Sauckel per incitare i lavoratori a trasferirsi in Germania. "Il 28 gennaio partirà il primo treno speciale per la Germania da Kiev, Zdolbunov e Przemyśl dove verranno offerti pasti caldi", proponeva un annuncio. Il primo treno rimase al completo quando partì da Kiev il 22 gennaio.
La campagna pubblicitaria continuò nei mesi successivi. "La Germania ti sta chiamando! Viaggia verso la bellissima Germania! 100 000 Ucraini stanno già lavorando nella libera Germania. Che cosa aspetti?" scriveva un annuncio pubblicato su un giornale di Kiev del 3 marzo 1942. Tuttavia gli annunci si rivelarono ingannevoli a causa delle denunce da parte dei lavoratori ucraini in Germania e la campagna non riuscì ad attrarre abbastanza volontari. Vennero quindi applicati i reclutamenti e i lavori forzati, sebbene la propaganda continuasse a descriverli come volontari.

### Reclutamento forzato
Con l'arrivo delle notizie sulle pessime condizioni degli Ostarbeiter nel Terzo Reich, il numero di volontari calò bruscamente. Di conseguenza, i Tedeschi dovettero ricorrere a rastrellamenti di massa, usando spesso lo stratagemma di colpire nei luoghi più frequentati come ad esempio nelle congregazioni religiose e nelle manifestazioni sportive, con interi gruppi condotti con i fucili puntati su di loro verso le aree dove arrivavano i carri per poi essere deportati in Germania.

#### Governanti
Una categoria particolare era composta da giovani donne assunte come governanti; Hitler affermò che molte donne avrebbero voluto avere dei bambini, ma alcune non potevano permetterseli per la mancanza di aiuto domestico (questa è stata una delle tante politiche per aumentare il tasso di natalità). Dato che le governanti sarebbero state in contatto con bambini tedeschi e in una situazione tale da poter rischiare di essere abusate sessualmente, era richiesto loro di adeguarsi alla Germanizzazione.
L'assegnazione delle famiglie veniva gestita dalla NS-Frauenschaft. Inizialmente, questo tipo di reclutamento veniva fatto soltanto nei territori annessi della Polonia, ma la mancanza di donne che superavano i controlli spinse ad ampliarlo anche a tutta la Polonia e ai territori occupati in Unione Sovietica.

### Condizioni di vita
In Germania, gli Ostarbeiter vivevano in campi gestiti e posseduti da grandi compagnie private, o in speciali campi sorvegliati da un servizio di vigilanza privata noto come Werkschutz. Lavoravano mediamente 12 ore al giorno per sei giorni alla settimana. Venivano pagati con circa il 30% dello stipendio di un lavoratore tedesco; tuttavia, la maggior parte del denaro veniva speso in cibo e vestiti. Le RSHA Arbeitskreis sostenevano che molti dei lavoratori sovietici erano registrati come "prigionieri civili" e di conseguenza dovevano essere trattati come tali, non pagando alcuno stipendio. Coloro che ricevevano una paga, ricevevano delle speciali banconote da usare per acquistare un determinato numero di beni all'interno del proprio campo. Per legge, venivano date loro razioni di cibo di qualità molto inferiore rispetto a quelle destinate agli altri gruppi di lavoratori forzati.
Essendo etnicamente slavi, venivano classificati dalle autorità come Untermenschen (di razza inferiore), quindi oggetto di violenze, discriminazione e punibili con la morte. Coloro che avevano tentato di fuggire dai campi, venivano impiccati davanti agli altri lavoratori: lasciare il campo senza autorizzazione o tentare la fuga portava infatti alla condanna a morte. I Nazisti vietarono le relazioni sessuali tra Tedeschi e Orientali e il 7 dicembre 1942, Himmler impose che ogni "rapporto sessuale non autorizzato" fosse punibile con la morte. In accordo con queste nuove leggi razziali, tutte le relazioni sessuali, anche quelle che non portavano alla gravidanza, venivano severamente punite come Rassenschande (inquinamento della razza). Durante la guerra, centinaia di orientali vennero condannati per le loro relazioni con donne tedesche, anche se molti imputati erano –come scrisse Ulrich Herbert– lavoratori francesi e italiani ai quali non era proibito il contatto sociale con loro.
Lo stupro di donne Ostarbeiter era molto diffuso e portò a migliaia di gravidanze. Le vittime iniziarono a partorire così tanti bambini non desiderati che vennero istituiti centinaia di Ostarbeiterkinderpflegestätten (asili per i figli dei lavoratori dell'est) per cercare di liberarsi dei propri bambini.
Molti Ostarbeiter morirono durante i bombardamenti alleati sulle fabbriche dove lavoravano e le autorità tedesche vietarono loro di rifugiarsi nei rifugi antiaerei.
Le autorità naziste cercarono di riprodurre tali condizioni anche nelle fattorie, ordinando ai fattori di integrare i lavoratori nella loro manodopera e separarli dal resto dei contadini, vietando loro ad esempio di mangiare allo stesso tavolo, anche se le direttive vennero difficilmente applicate.
I nativi tedeschi servirono come capi e supervisori all'interno delle fabbriche per lavoratori forzati, senza instaurare alcun tipo di solidarietà con gli stranieri.

### Sperimentazioni mediche sugliOstarbeiter
Come conseguenza dello sfruttamento e degli abusi, gli Ostabeiter soffrirono di traumi psicologici e coloro che venivano ammessi negli ospedali psichiatrici erano spesse vittime di abusi. Il regime nazista sanzionava inoltre l'impiego degli Ostarbeiter negli esperimenti medici.
Il 6 settembre 1944, il ministero dell'interno ha ordinato la creazione di speciali unità per gli Ostarbeiter dentro molti ospedali psichiatrici del Reich. La motivazione data fu quella che "Con il considerevole numero di Ostarbeiter portati a lavorare forzatamente nel Reich Tedesco, anche il numero di ricoveri negli ospedali psichiatrici è aumentato... Per la mancanza di disponibilità e spazio all'interno degli ospedali tedeschi, è da irresponsabili curare queste persone malate, che in un futuro non molto lontano non saranno adatte a lavorare, per un periodo prolungato nelle strutture tedesche." L'esatto numero di Ostarbeiter uccisi nelle strutture psichiatriche non è ancora stato confermato: 189 sono stati ammessi nella unità di Heil und Pflegeanstalt Kaufbeuren, 49 morirono di fame o di iniezioni letali.

## Rimpatri

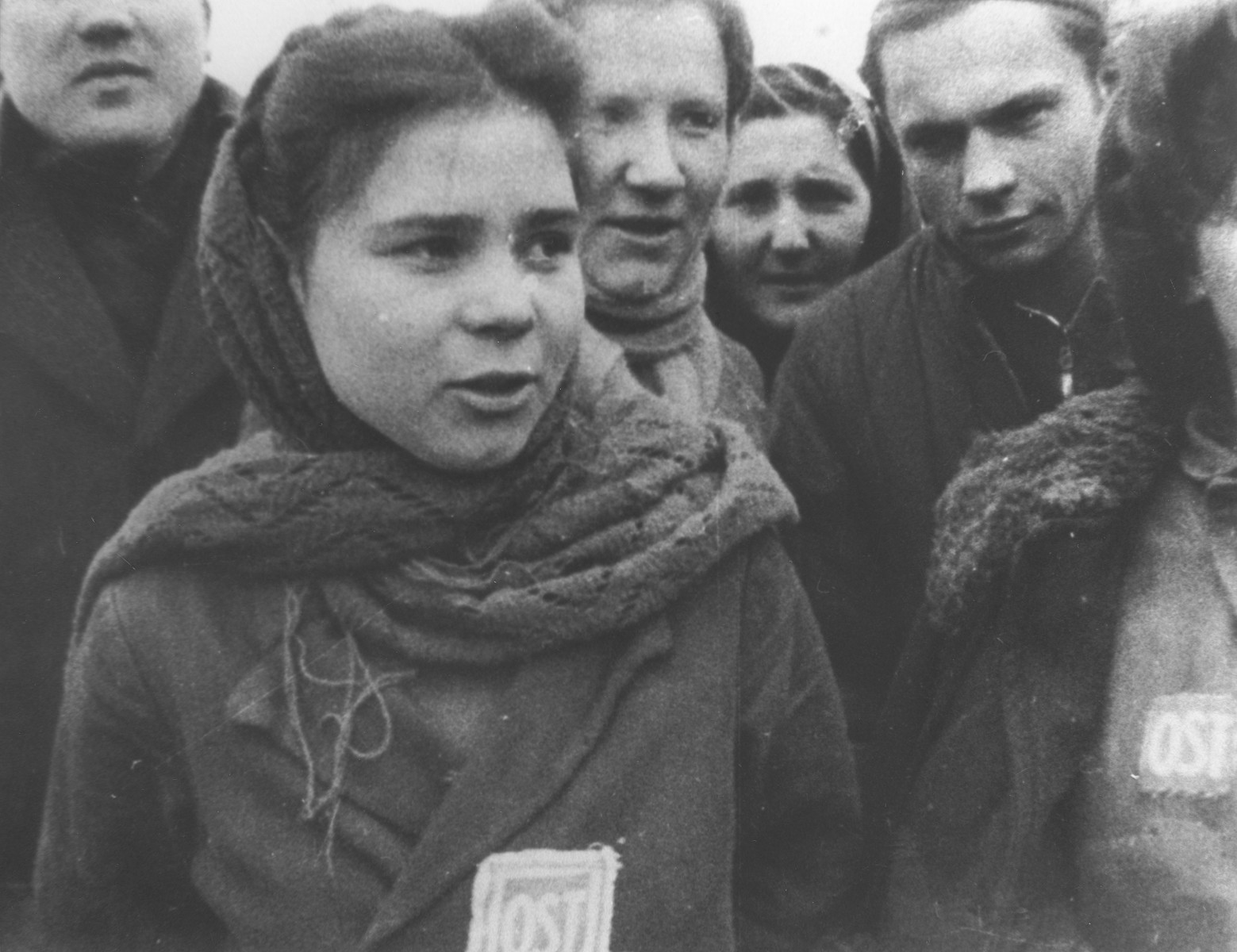
Lavoratrici con indosso il distintivo "OST" (Ostarbeiter) vengono liberate da un campo vicino Lodz.

Al termine della guerra, molti Ostarbeiter furono inizialmente trasferiti in campi dai quali vennero poi portati a Kempten per essere processati e rimpatriati nei paesi d'origine, principalmente in URSS. I Sovietici utilizzarono brigate speciali di Agit per convincere gli Ostarbeiter a ritornare.
Molti Ostarbeiter erano ancora bambini o giovani adolescenti quando vennero prelevati a forza dalle famiglie e desideravano ritornare dai loro genitori. Altri che avevano capito già come sarebbe stata la situazione postbellica o che ne erano preoccupati, preferirono rimanere in Germania, anche se quelli che abitavano nella zona di occupazione sovietica vennero automaticamente trasferiti. Coloro che invece vivevano nelle zone di occupazione francese e inglese vennero costretti a fare ritorno nelle loro terre d'origine a causa degli accordi stipulati durante la conferenza di Jalta.
Nell'ottobre del 1945, il generale Eisenhower bandì l'uso della forza nei rimpatri nella zona di occupazione americana. Di conseguenza, molti Ostarbeiter iniziarono a fuggire nel settore americano. Altri, quando dovettero affrontare il ritorno alla realtà sovietica, decisero di togliersi la vita.
In Unione Sovietica, gli Ostarbeiter vennero trattati come traditori. Molti vennero trasferiti in aree remote dell'Unione e vennero negati loro i diritti di base e la possibilità di usufruire dell'istruzione pubblica. Circa l'80% dei lavoratori russi rimpatriati vennero mandati nei campi di lavoro forzato, alcuni vennero condannati a 15 o 20 anni di "lavoro correttivo" mentre altri vennero mandati a svolgere lavori più pesanti: tutti vennero considerati come "pericolosi per la società" e discriminati per la loro "discutibile lealtà".
Coloro che fecero ritorno a casa, erano distrutti sia sul piano psicologico che fisico.
Nei loro documenti venivano riportati gli anni di deportazione in Germania e di conseguenza venne loro ostacolata la ricerca di un lavoro; durante i periodi di repressione gli Ostarbeiter venivano ostracizzati dalla comunità perché considerati dei collaboratori e sostenitori dei Tedeschi felici di vivere nel Reich mentre i compagni ucraini morivano. Come molti ex prigionieri hanno confermato, ci sono state anche vittime di abusi.
Quando venivano fatte richieste di lavoro, di viaggi all'estero o per altre attività probabilmente legate alla politica che potevano comportare sanzioni da parte del KGB o dalle autorità del Partito, le persone dovevano compilare dei questionari e se non risultavano idonei alle linee dettate dal regime, venivano loro negate o limitate le possibilità di viaggiare o lavorare.

## Risarcimenti
Nel 2000, il governo federale tedesco e 6 500 aziende tedesche crearono una fondazione che donò circa 10 miliardi di Marchi tedeschi (circa 5,1 miliardi €) agli ex lavoratori forzati, circa €2 000 per ciascun operaio, molto meno rispetto al valore del loro lavoro aggiustato con l'inflazione. Degli oltre 2 milioni di Ostarbeiter in Ucraina,
solo 467 000 hanno ricevuto un totale di 867 milioni €, con assegnato a ciascun lavoratore un singolo pagamento di 4 300 marchi.

## Ricerche
Gli archivi di stato ucraini hanno recentemente pubblicato online una collezione di documenti ufficiali rilasciati dal governo tedesco durante l'occupazione in Ucraina. Un totale di circa 3 milioni di Ostarbeiter sono stati deportati in Germania di cui il 75% era costituito da Ucraini. Lo stato ucraino ha perso, secondo alcune fonti, 10 milioni di abitanti durante la Seconda Guerra Mondiale.
Nel 1998, soltanto due Ostarbeiter sono stati portati in Canada per interviste per gli archivi dell'Ukrainian Canadian Research & Documentation Centre a Toronto.
Recentemente è stato prodotto un film da un'emittente televisiva ucraina riguardo alla situazione critica degli Ostarbeiter ucraini che fecero ritorno in Unione Sovietica, denunciando i trattamenti disumani che continuarono a ricevere dopo il rimpatrio.